# Herenhuis van Kérazan
Het Herenhuis van Kérazan (Frans: Manoir de Kerazan) is een kasteel in de Franse gemeente Loctudy. Het is een beschermd monument sinds 2000.